# Панта Реи
Панта Реи је пети студијски албум певача и кантаутора Ђорђа Балашевића. Албум се састоји од девет песама, а снимљен је у студију Радија Нови Сад. Продуциран је од стране Ђорђа Петровића и објављен у издању Југотона. Албум је праћен спотом за песму Солитер.

## Позадина
Након изласка Бездана у издању Југотона, Балашевић се на кратко у ПГП РТБ, како би издао дупли живи албум У твојим молитвама – Баладе. На том албуму су се нашли снимци са наступа у Новом Саду, Сарајеву, Београду и Загребу.
Током 1988. снима шоу под називом Панонски морнар за ТВ Нови Сад. У овој серији су учествовали Александар Берчек, Емир Хаџихафизбеговић, Богдан Диклић и други.

## Песме
Све песме је написао Ђорђе Балашевић.
1. Солитер – 3:00
2. Неки се роде крај воде – 3:42
3. Они – 3:56
4. Шансона – 4:53
5. Немам ништа с' тим – 5:35
6. Старим – 6:12
7. Чекајући Монтенегро Експрес – 3:35
8. Једном... – 4:42
9. Реквијем – 5:53

## Пријем
Новинар Борбе Владимир Стакић је писао да је Балашевић преценио самог себе или потценио конкуренцију, да мање-више  верно преслика Бездан – са шаљивим песмама и тешким „носталгичним” шансонама.

## Топ листе

### Месечна листа
| Листа | Највиша позиција |
| ----- | ---------------- |
| Ритам | 7                |

## Обраде
Солитер-уводна шпица цртаног филма Томас и другари.